# Creep (라디오헤드의 노래)
〈Creep〉은 영국의 얼터너티브 록 밴드인 라디오헤드의 노래이다. 라디오헤드는 〈Creep〉을 1992년 그들의 데뷔 싱글로 발매했고, 그리고 그들의 첫 음반 《Pablo Honey》 (1993)에 이 곡을 실었다. 처음에 Creep은 차트에서 그리 성공하지 못했지만 1993년 재발매 때 세계적으로 히트 치게 되었다. 그러나 라디오헤드는 팬들이 그들의 공연에서 〈Creep〉만 좋아하는 것을 싫어하게 되었다. 1990년 중부터 말까지 〈Creep〉은 공연장에서 더욱 드물게 연주되었고, 1998년에 라디오헤드는 이 곡을 공연 리스트에서 완전히 없애버렸다. 이 곡은 2001년까지 라이브로 좀처럼 연주되지 않았고, 밴드의 라이브 세트에서 가끔 나타날 뿐이었다. 그러나 2009년, 이 곡은 남미와 멕시코의 Spring tour때 완벽히 연주되었다. 이것은 그들이 그 때까지 그쪽 구역에는 오랜기간 동안 투어를 하지 않았기 때문일 가능성이 높다고 알려진다. Creep은 라디오헤드의 수많은 히트곡 중 하나이며, 앨러니스 모리세트, 시이나 링고, 그리고 데미안 라이스를 포함한 뮤지컬 아티스트들이 부르기도 했다.

## 배경과 녹음
라디오헤드의 베이시스트 콜린 그린우드의 말에 따르면 〈Creep〉은 엑서터 대학교에 재학 중이던 톰 요크가 1980년대 말에 작곡했다고 한다. 기타 연주자 조니 그린우드는 이 노래가 밴드의 쇼에 뜻밖에 나타난, 톰이 쫓아다녔던 한 여자에게서 영감을 받은 것이라고 하였다.
홀리스의 1973년 노래 〈The Air That I Breathe〉와의 유사성 때문에 라디오헤드는 표절 소송을 당하였다. 그 결과 앨버트 해먼드와 마이크 헤이즐우드는 〈Creep〉의 공동 작곡가로 표기되었다.

## 수록곡
영국 초판
1. "Creep" – 3:55
2. "Lurgee" – 3:07
3. "Inside My Head" – 3:12
4. "Million Dollar Question" – 3:18

(카세트)
1. "Creep" – 3:56
2. "Faithless, the Wonder Boy" – 4:10

영국 재발매 (CD)
1. "Creep" (album version) – 3:58
2. "Yes I Am" – 4:25
3. "Blow Out" (remix) – 4:00
4. "Inside My Head" (live) – 3:07

영국 재발매 (12")
1. "Creep" (acoustic) – 4:19
2. "You" (live) - 3:39
3. "Vegetable" (live) - 3:07
4. "Killer Cars" (live in Japan) - 2:17